# Poststrejker i Frankrike
Poststrejker i Frankrike, strejkerna på franska posten (Postes, Télégraphes et Télécommunications PTT (gamla posten) skall skiljas från La Poste (Posten från 1991, se nedan), men de innefattar båda rörelser som sedan början av 1900-talet har påverkat den allmänna opinionen. Postverk är en statlig verksamhet.
Vid en strejk som äger rum inom franska postens administrativa gränser bryts länken mellan avsändare och mottagare, den i sociala och ekonomiska relationer medlande länken bryter samman. Tillväxten av andra kommunikationsmedel hade ännu inte, under PTT:s existens, en alltför försvagande effekt på långa arbetsnedläggelser inom denna sektor.
Den franska staten förnekade länge postarbetarna rätten att strejka.[källa behövs] Att värna om "allmänhetens intresse" sågs förr som viktigare än ett, från dess synvinkel, andra rangens klagomål från postarbetare och telegrafister. De som betalades av staten skulle inte kunna strejka utan att bryta den länk som skulle ha knutit den anställde genom ed till sin arbetsgivare. Detta gällde inte enbart för franska postens anställda, men inom den delen av den offentliga sektorn blev det ifrågasatt och förnekat på det mest radikala vis av de arbetande själva: genom strejken.

## 1899–1914
Strejker var förbjudna för alla anställda. När sådana ändå genomfördes ledde det till olika straff, bland annat uppsägning. Fackföreningsrättigheter gällde inte för statsanställda.[källa behövs]

### Första brevbärarstrejken, Paris
- 18 maj 1899: Den ägde rum i Paris, RP (Recette Principal, rue du Louvre) och var en begränsad strejk för lönehöjning. Den dåvarande statliga sekreteraren för posten Léon Mougeot tillkallade armén för att dela ut posten. 27 uppsägningar och ett flertal sanktioner blev resultatet.
- 11–19 april 1906: Just då all press fokuserade sina artiklar på generalstrejken som CGT hade proklamerat för första maj gick de parisiska brevbärarna ut i strejk. Året innan hade det grundats en fackförening. De strejkande ville att ledningen erkände deras talespersoner. Men Louis Barthou, minister för offentliga arbeten och franska posten, vägrade all dialog. Rörelsen berörde främst de yngsta brevbärarna. Till slut sades fler än 300 upp, dock fick alla tillbaka jobbet under månaderna därefter fram till 1 november. Strejken var mycket lokal och berörde inte mer än en kategori anställda (brevbärarna). Några av de fackföreningsaktivisterna som sparkades var Pangrani, Henri Grangier och Louis Simonnet.

### Fackliga rättigheter nekades anställda
- 22 mars 1907: regeringen, ledd av Georges Clemenceau, föreslog några dagar innan 22 mars en lag som skulle påverka rätten för tjänstemän att organisera sig. Det var en restriktiv lag och sågs som sådan av ”fackföreningsfolket”. Sju av dessa skrev ett öppet brev till Clemenceau i namnet av en "förening för försvaret av fackliga rättigheter". Alla sju, läraren Marius Nègre, informationsanställde Èmile Janvion samt fem postarbetare avskedades. För de postanställda straffades sekreteraren i ”allmänna associationen för postens anställda” (l’association générale des agents des PTT), Clavier. Brevbärarna Simonnet och Grangier utsattes för sin andra uppsägning. Två dömdes till ambulerande tjänster: Paul Amalric och Paul Quilici.

### Strejkerna 1909
- 12 mars–23 mars 1909: den första strejken med utbredning till hela franska posten. Den innefattade telegrafister, kontorsanställda, de med ambulerande tjänst, telefonister och linjearbetarna. Trots en proklamerad fasthet, trots det stöd policyn mottog i franska nationalförsamlingen genom Louis Barthou och Clemenceau och trots sanktioner fortsatte strejkrörelsen. Den föddes i Paris och bredde ut sig till andra större städer i Frankrike med starka punkter i Lyon, Marseille, Rouen och Lille. Strejken verkar ha varit mer åtföljd hos vanliga funktionärer än hos brevbärarna, vid de stora servicecentren mer än i telegraferingscentralerna, på sorteringsterminalerna liksom stationerna, de ambulerande tjänsterna. Huvudsakligen efterföljdes strejken inom post- och telegrambefordringen och i mindre omfattning på arbetsplatser av mindre vikt. Regeringen fann sig tvingad att förhandla med de strejkande. De krav som ställdes i början handlade om problem med intern befordran, till slut var det sparkandet av den statliga sekreteraren för franska posten Julien Simyan som blev det mål de strejkande hoppades kunna uppnå. I Paris förekom dagliga stormöten/manifestationer. Få var vana vid sådana slags sammankomster men efter en tid stärktes strejken. Clemenceau hade visat sin fasthet mot CGT under de senaste åren… Strejken tvingades till slut tillbaka av omständigheterna. Det fanns ett stöd hos ”allmänheten” för en strejk som satte arbetare med tjänstemän i första rummet, som Tigre knappast kan beskriva som revolutionärer. Den var densamma för de kvinnliga telefonisterna som deltog i en strejk för första gången. Den drabbade också företagens kommunikationer som stördes genom den oförutsedda strejken. De officiella förhandlingarna mellan minister Louis Barthou och postarbetarfacken startade, de var otillräckliga då varken tjänstemännen eller brevbärarna deltog.

- April 1909: I segerns yra tillät sig vissa postarbetare att undervärdera den taktiska politiker de var ställda mot. Fackföreningen på posten PTT bidrog med disciplin och pragmatism till strejkens framgång. Postarbetarna följde stormötets ledare. Tillsammans var de en fackförening utan att kallas för en, men hela postproletariatet var långt borta från den tidens syndikalism hos vissa ledare inom CGT. Några fackföreningsledare såg en framtid i den rörelsen och de stormöten som pågick och intervenerade i flera, varav ett stormöte i Paris som den fjärde april samlade flera tusen deltagare. Somliga talare såg revolutionen spira.[källa behövs] Gräddan av syndikalisterna kunde ses i talarstolen: Georges Yvetot, Raymond Péricat, Émile Pataud, Émile Janvion. Brevbäraren Louis Simonnet krävde fackliga rättigheter för tjänstemännen. CGT:s sekreterare Louis Niel var mer försiktig.

Vid SFIO:s (föregångaren till det nuvarande Parti Socialiste) årliga kongress i Saint-Étienne dök postbiträdet Jean-Louis Chastanet upp och talade om den slutliga striden. Samtidigt pågick regeringens förberedelser av disciplinära åtgärder och handelskammaren förutsåg behovet av extrainkallad postbefordran. I början av maj ställdes alla "fackföreningsledare" på posten inför rätta, anklagade för att ha brutit mot sin plikt till samförstånd genom "revolutionär propaganda". Samtliga sparkades (Chastanet, Lamarque och Charles Le Gléo drabbades särskilt eftersom Clemenceau mottog en delegation från dem). I omgångar hotades alla uppåtstigande fackföreningsaktivister med sanktioner: vissa sågs som ansvariga för "organiserande av stormöte" (Frédéric Subra, Raoul Montbrand, Paul Amalric). Strejken avslöjade deras talang som militanter, samma sak som med de unga, ofta yngre än 30 år: André Février (24 år), Lyon, Clovis Constant (21 år), Havre, René Plard (21 år), Nevers, Louis Thomas, känd under namnet Maurice Harmel (25 år), André Maratrat (21 år), vid telegrafcentralen i Paris.
- 11 maj–20 maj 1909: tre yrkesspecifika organisationer, som hade skapats 1909 inom det nationella postförbundet (Fédération nationale des PTT) lanserade som svar på repressionen en uppmaning till generalstrejk riktad till postarbetarna. Massan av postarbetare och telegrafcentralen, som emellertid var på gränsen till strejk i mars, följde inte uppmaningen. Posten dirigerades och hanterades i ett parallellt flöde. Handelskammaren i Amiens sträckte sig till åtgärden att ge ut särskilda brevmärken som såg ut som frimärken. Stödet från SFIO och "Kommissionen för Mänskliga Rättigheter" (laLigue des droits de l'homme) räckte inte. CGT:s ledning, som stod delad inför upprepade påtryckningar, sände ut en uppmaning om generalstrejk. Den ägde rum den 20 maj då antalet strejkande vid franska posten var mycket litet, decimerat av sanktioner. Denna generalstrejk ledde till några sammandrabbningar i Paris, inte mycket mer. Den 21 maj uppmanade CGT:s ledning till en återgång till arbetet. Fler än 800 arbetare sparkades.

Den 26 maj 1909, fem dagar senare, avgick CGT:s generalsekreterare Louis Niel. Hans ersättare Léon Jouhaux valdes i juli 1909. Hösten 1909 när konsekvenserna av strejken sammanställdes skapade en grupp fackliga aktivister (ledd av Pierre Monatte som följt händelserna som journalist för dagsländan la Révolution, skapad av Émile Pouget) en revy för studiet av fackliga aktioner, kallad la Vie ouvrière. 
På grund av Clemenceau hamnade hans regering i minoritetsställning 20 juli 1909. Alexandre Millerand blev den franska postministern i den efterföljande regeringen som skapades av Aristide Briand. Millerand återintegrerade huvuddelen av de sparkade i administrationen och avskaffade statssekreteraren för franska posten.

## 1919–1946

### Den strejkfattiga mellankrigstiden
Episoden 1909 upphöjdes snabbt till myt av brevbärarna i facket och deras motståndare. Mellan 1919 och 1946 tjänade den som konstant referens lika mycket inom CGT som CGTU för att lyfta fram det särskilda med postens fackföreningsverksamhet i jämförelse med den för hela den offentliga sektorn. Verkligheten var inte alls lika episk. Den splittrade strejkrörelsen förde inte med sig mer än ett fåtal lokala strejker, och alla blev hårt straffade av postens chefer fram till 1934. De stora sociala konflikterna 1919-1920 hade inte mer än mycket begränsade verkningar på posten.
Mellan 1934 och 1938 förkroppsligade sig en helt annan aktionsform än storstrejken: den landsomfattande strejkdagen arrangerades av fackföreningsfolket på franska posten och gav skilda utfall. Den 12 februari 1934 verkade uppmaningen om strejk ha följts åt särskilt av brevbärarna: ”inte sedan 1909 har vi sett en liknande rörelse” skrev man i fackföreningspressen. Goerges Frischmann, fackföreningshistoriker och praktiker skrev om 160 000 strejkande. Det är dock en överdriven siffra eftersom strejken då skulle ha berört 90 % av yrket som helhet.
Strejkerna 1936 åtföljdes inte på franska posten och inom den offentliga sektorn. Bortsett från vidden av det politiska stödet från regeringsnivå berodde icke-deltagandet på att behovet av förbättringar upplevdes som mindre akut. Behandlingen av majoriteten av postarbetarna var inte bättre, men de upplevde sig inte vara mindre försäkrade. Medlingsstrukturer existerade ("kommissioner för karriäravancemang", "disciplinärt råd") och där satt valda personalrepresentanter. Detta var långt före "Funktionärsförordningen" från 1946 (le Statut des fonctionnaires).
En annan landsomfattande strejkdag som kallades generalstrejk ägde rum, på posten precis som inom alla branscher, den 30 november 1938. En historiker som heter Guy Bourdé har gjort en studie över den strejken. Postförbundet som påstod sig ha fler än 100 000 anhängare (av 180 000 postarbetare) gick bara ut med 4000 i strejk. Denna siffran verkar inte täcka in andra än de anställda som blev bestraffade för strejk. George Frischmann återger från en annan källa 28 000 strejkdagar, vilket innebär lika många strejkande. CGT:s postfederation var snarast fientlig mot strejken som startades av Léon Jouhaux's förbundsledning och som var stödd av de gamla Unitaires, som kanske förminskade dess storlek. Kontroversen illustrerar motsättningarna mellan postfacken. Kriget och därefter slutet på ockupationen ökade ytterligare motsättningarna mellan de två fackliga tendenserna på franska posten PTT.

### Paris brevbärare i strejk sommaren 1944
En djup splittring mellan de fackliga tendenserna inom posten gjorde att ett enande mot Vichy-regimen tog tid. Det franska motståndet mot ockupanterna samlade från 1943 skilda strömningar: socialister organiserade sig i Résistance PTT, kommunister knöt sig till Libération Nationale PTT. Ett möte mellan den historiska ledaren för den fackliga tendensen Confédéré, Léon Digat och den parisiska ledaren för de gamla Unitaires, Emmanuel Fleury, slog fast närmandet. I september 1943 gick Unitaires tidning ut med en uppmaning till strejk och hänvisade till tidigare perioder i postarbetarnas historia: 1909, 1934. Från och med då skulle mobiliseringen komma att växa, särskilt i Paris där en central strejkkommitté sattes upp för att förbereda generalstrejken.
Den 15 augusti 1944 skickade denna kommitté ut en uppmaning om omedelbar generalstrejk. Den 16 augusti trädde uppropet i kraft: de parisiska brevbärarna blev andra yrkesgrupp efter järnvägsarbetarna att gå in i den insurrektionella strejken (generalstrejken), vars mål är befrielse från den tyska ockupationsmakten. På posten behärskade man telefonförbindelserna vilket gjorde att strejken får märkbara effekter. Strejkens kommunistfalang och dess ledare Henri Rol-Tanguy höll sig med ett parallellt nätverk för informations- och orderspridning. Centralnoden i det parisiska postsystemet, la Recette principale (rue du Louvre), var ockuperad. Strejken avslutades 28 augusti via ett gemensamt upprop från den provisoriska postledningen i Paris och ledarna för det återförenade postförbundet, Emmanuel Fleury och Fernand Piccot.

### 1946: strejken som splittrade facket
Strejkrörelsen på posten sommaren 1946 framstår som att den enbart handlar om den rådande administrationen, likt 1909. Den ägde rum i en kontext av fullt utvecklade interna stridigheter samt i en atypisk politisk situation. Sedan 1944, först under general de Gaulle och sedan utan honom, deltog det franska kommunistpartiet i den franska regeringen och i återuppbyggnaden av landet. De stödde aktivt ”slaget om produktionen”. Det var en strid som skedde i en kontext av energiska ansträngningar för högre produktion och under ekonomisk nödvändighet där arbetarnas önskningar bortsågs ifrån. Historikern Annie Lacroix-Riz har porträtterat krafterna bakom opinionssvängningarna våren 1946, som låg bakom arbetarnas krav på högre lön.
Postarbetarna utgjorde inte en isolerad ö i detta sammanhang. Men kraven kolliderade med de inre fackliga striderna: CGT:s postförbund leddes av kommunisten Fernand Piccot. Statsministern som också var given ansvaret att reformera allmännyttan är Maurice Thorez (PCF:s dåvarande generalsekreterare). Allt pekar på att förbundsledningen inte sökte en kraftmätning med sin "skyddsminister". Motståndarna till den nya inriktningen var en heterogen grupp: gamla förbundsmedlemmar som uteslutits av den nya förbundsledningen, syndikalister som värderade fackets självständighet gentemot politiken, socialister från SFIO och ett kommunistiskt parti. De underblåste oron rörande allmännyttans framtid, som för närvarande var under diskussion.
Knuffen åt det “fackliga” hållet gjorde att postförbundet började propagera för arbetsnedläggelse den 30 juli, begränsad till tio timmar. I tre viktiga regioner som hölls av minoritetsanhängarna (Bordeaux, Clermont-Ferrand och Lille) begärde CGT:s lokala ledarförmågor obegränsad strejk. Från och med den 31 juli var styrkan i rörelsen tydlig även väl bortom det område där den började. Flertalet funktioner strejkade, arbetsplatserna var ockuperade av de strejkande, en första vid posten PTT. Marcel Cachin, redaktören för l'Humanité noterade i sin personliga anteckningsbok följande:(första augusti 1946) “idag går massan av postarbetare”(i strejk); (8 augusti 1946) “poststrejken har medfört de 50 procenten”. För att upplösa problemet som de själva hade bidragit till genom politiskt spel, och för att undvika att riskera den tredelade koalitionsregeringen PCF-SFIO-MRP, blandade socialisterna SFIO in en medlare. En självutnämnd sådan verkar det som, men likväl kompetent i rollen då han själv var brevbärare: ombudet Léon Dagain. Med regeringens och postminister Jean Letourneaus (MRP) uppbackning förhandlade han med de strejkande, som var organiserade i en nationell strejkkommitté, och gick därmed runt postarbetarförbundet. Den 4 augusti återupptogs arbetet trots hård opposition. Den nationella strejkkommittén, som leddes av en trio militanter (Charles Béreaux från Lille, Camille Mourguès från Clermont-Ferrand och Gaston Duphil från Bourdeaux), permanentade sin organisation. De sade sig ha 15 000 medlemmar och omvandlade sig till facklig aktionskommitté utanför CGT i december 1946, sedan till det autonoma Fédération Syndicaliste des PTT i juli 1947. Denna federation gick in i Force Ouvrière 1948.

## 1947-1990
Perioden som började med det kalla kriget och slutade med berlinmurens fall motsvarar den som vid franska posten innefattar skapandet av två huvudinriktningar, DGT (Direction générale des Télécommunications) och DGP (Direction générale de la Poste), alltså avknoppningen i två offentliga bolag: France Télécom och La Poste. Två teman var centrala för den fackliga verksamheten på posten. Det första var köpkraften hos lönerna inom den offentliga sektorn. Det andra var försvaret av allmännyttan med vilket man menade posten och dess bevarande som en odelad enhet, samt postens icke-privatisering.
Man kan, trots svårigheten med att kategorisera nyanserade situationer, urskilja tre sorters strejker under denna period:
- De yrkesöverskridande rörelserna som på nationell nivå satte alla arbetare i rörelse. De var landsomfattande generalstrejkdagar eller uthålliga generalstrejker, såsom hösten 1947 och rörelsen i maj-juni 1968.
- Rörelser som hade sitt fokus på franska posten enligt samma villkor som ovan. Generalstrejken under sex veckor hösten 1974, sekelslutets spegling av strejkerna 1909, är arketypen.
- Rörelser som rör de offentliganställda, med andra ord hybrider av de två föregående kategorierna: strejkerna sommaren 1953 ingår här.

### Sommaren 1953, strejk i den offentliga sektorn
Perioden som följde den fackliga brytningen föll sig inte väl i förhållande till strejkmanifestationen vid posten. Från och med 1947 hade administrationen statistik över antalet strejkdagar. Tillgripandet av strejk minskade efter 1947, som präglades av strejkrörelsen från november-december. Det var en strejkrörelsen som trycktes ner hårt: den socialistiska ministern Eugène Thomas från SFIO gavs av CGT öknamnet "bestraffnings-Thomas".
- 1947: 130 138 dagar;
- 1948 : 93 124 dagar;
- 1949 : 78 764 dagar;
- 1950 : 37 302 dagar.
- Åren 1951 och 1952 är nästintill utan strejkdagar.
- 1953 : 1 203 255 dagar.

Konflikten sommaren 1953 har studerats av Jean-Francois Noël, med fokus på franska posten. Konflikten startade på posten och nådde andra företag inom den offentliga sektorn (EDF-GDF, SNCF, RATP, Air France), de nationaliserade företagen (Charbonnages de France, Arsenaux). Strejken berörde också några företag inom metallindustrin (métallurgie). Efter internt missnöje bland postarbetarna ifråga om bemanning och löner som anhopats under flera år av "social fred" lade Joseph Laniels regering mer till högen: budgetekonomi inom de offentliga företagen. Kriget i Indokina som verkade vara i en evighet var en viktig anledning till de ökade ekonomiska ansträngningarna.
Den 4 augusti 1953 kallade facken inom den offentliga sektorn till strejk begränsad till en timme för att protestera mot regeringsbesluten. I Bourdeaux beslutade postarbetare från alla tendenser (CGT, FO, CFTC och autonoma) att förvandla strejken till en tidsmässigt obegränsad sådan. Via telegraf och telefon tillkännagav de sitt beslut till alla post- och telefoniterminaler, samt till alla fackförbund. Force Ouvrière och CGT gick ut med varsin separat uppmaning om strejk från den 5 augusti. Den spreds till hela posten trots att det var sommarledigt. Varken order om tvångsarbete eller parallella postnätverk hindrade strejken. I Paris hölls regelbundna stormöten som tycktes återuppliva en tradition från 1909 med manifestationer i facklig enhet som samlade stora massor av strejkande. Georges Frischmann från CGT imponerade genom sin talarförmåga. Andra fackföreningsaktivister visade sig där: Madeleine Colin, Émile Le Beller. Den mycket unge postarbetaren Louis Viannet tog sitt första medlemskap i facket. Samtidigt pågick politiska förhandlingar bakom kulisserna, något som CGT denna gången inte deltog i. Ombudet Léon Dagain blev länken mellan Force Ouvrière, CFTC och Pierre Ferri. De halvofficiella förhandlingarna blev officiella från och med 15 augusti och resulterade i ett upprop genom CFTC-FO om en återgång till arbetet 21 augusti. Folket på golvet fnyste, CGT kallade det ett "svek"... Strejken fortsatte, framförallt i Paris, fram till 25 augusti. Den dagen befriades Alain Le Léap och Lucien Molino, medlemmar av CGT:s förbundskontor, liksom andra militanter som suttit fängslade sedan månader. På kvällen uppmanade CGT:s postförbund att avbryta strejken. Inga av regeringsbesluten tillämpades, men alla sanktioner mot de strejkande kvarstod. En särskild årlig bonus introducerades på posten. Inte sedan 1909 hade en rörelse varit så stark.

### Sextiotalet: en stigande spänning
Efter 1953 års utbrott då medeltalet strejkdagar var 6,29 gick några år med tama krav som ej åtföljdes av strejk. Kraven ställdes istället genom ”landsomfattande mobiliseringsdagar” till vilka CFTC skulle komma att knyta sig mer och mer.
Registrerad strejkstatistik (siffrorna för de mellanliggande åren är obetydliga):
- 1954 : 81 584 dagar
- 1957 : 98 480 dagar
- 1959 : 72 836 dagar.

Det sociala klimatet verkar hårdna efter 1960. Moderniseringen som präglade omstruktureringsåren under den fjärde republiken rörde ej posten. Den franska telefonen var försenad och postsorteringen förblev manuell. Endast postcheckerna blev föremål för datoriserad behandling. En stigande personalomsättning, dock inte i samma takt som ökningen av postmängden, var en kostsam lösning för staten. Detta ökade mer och mer frustrationen med kvalifikationer och behandling. Händelserna 1968 uttrycker frustrationerna.
Strejkstatistiken:
- 1960 : 121 148 dagar
- 1961 : 139 423 dagar
- 1962 : 103 200 dagar
- 1963 : 250 882 dagar
- 1964 : 280 000 dagar
- 1965 : 116 453 dagar
- 1966 : 272 496 dagar
- 1967 : 321 000 dagar
- 1968 : 1 662 416 dagar. Siffran från 1953 är överskriden och detta året rör sig en viktigare arbetsstyrka: den motsvarar 5,86 i årsmedeltal per anställd.
- 1969 : 198 400 dagar
- 1970 : 407 300 dagar
- 1971 : 279 600 dagar
- 1972 : 368 300 dagar
- 1973 : 469 872 dagar. Den sista siffran ger årsmedeltalet 1,57 dagar per anställd.

### Hösten 1974, den stora strejken
Det ökande missnöjet som går att avläsa på strejkstatistiken sammanföll på hösten 1974 med en särskild politisk situation. Valéry Giscard d'Estaing valdes i maj 1974 till president med en svagt försprång jämfört med François Mitterrand, den förenade vänsterns kandidat. De första ryktena om Valéry Giscards planer för PTT skvallrade om en organisatorisk förändring inom post och telekommunikationerna. Detta tolkades av postens anställda som en förestående privatisering och nedmontering av den offentliga sektorn. Under ett flertal var dessa teman aktuella för postsektorn, det fanns en allmän oro för att förlora sin yrkesmässiga ställning som garanterade trygghet vid arbetslöshet och som innebar vissa karriärmöjligheter. De här bekymren knöts till de traditionella lönekraven. Regeringen gick in i vissa överenskommelser rörande den offentliga sektorn med minoritetsfacken med FO, FEN och CFTC, vilket åsidosatte CGT och CFDT. Dessa frågor sätts även i samband med stridsfrågor om arbetsförhållanden och föråldrade ledningsprocesser, på arbetsplatser där man återfann många unga med ett långt arbetsliv framför sig.
Den 17 oktober 1974 inträffade en mindre incident under CGT:s och CFDT:s fackliga aktionsvecka. Det var efter ett stormöte (Assemblée Générale, allmänt vanligt förekommande stormöten på arbetsplatser och på skolor där alla på arbetsplatsen uppmanas delta) för personalen på en sorteringsterminal (PLM, Gare de Lyon) som denna incident provocerade fram ett avbrott i arbetet ”på obestämd tid”. Först på sorteringsterminalen vid Gare De Lyon och sedan genom en rad arbetsnedläggelser som gick genom stationskontoren, vilka var sorteringsterminaler och transportzoner för huvuddelen av postutväxlingen mellan Paris och resten av Frankrike. Varje stationskontor (PLM, gare d’Austerlitz, gare Montparnasse, gare Saint-Lazare, gare du Nord, gare de l’Est) var ”slutstation” för diverse ambulerande tjänster som sorterade upp post på sin del av rutten. I anslutning till stationskontoren fanns det nyare Paris-Brune som sorterade företagspost och post till och från Paris förorter. Från och med den 22 oktober är strejken utbredd där. Strejken förlamade stegvis landet i den mån som ekonomin var beroende av postbefordringssystemet. Alla postens sektioner följde med i strejken: kassorna, utdelningen, postcheckar. Den drog med sig de som arbetade med telekommunikation vilka var desamma som först hotades av en möjlig privatisering och nedmontering av franska posten.
Precis som 1909 blev statens sekreterare för franska posten Pierre Lelong postarbetarnas svarta får när han uttalade sig på respektlösa sätt över ”idiotarbetet på sorteringsterminalerna”. Ställda inför honom var det historiskt starka facket på franska posten mäktigt. Vid slutet av 1973 hade CGT 87 000 medlemmar, federationen Force Ouvrière räknade sina till fler än 58 000 och CFDT hade fler än 30 000 anslutna. 
I officiella beräkningar fanns det 1974 inom franska posten: 231 000 brevbärare, 111 000 inom telefonin och 3 600 anställda till gemensamma tjänster för de två kategorierna inom hela det franska territoriet. Posten var en av de största arbetsgivarna i landet. Strejken lamslog ekonomin och var dessutom väl synlig och hörbar. Banderollerna framför kontoren, manifestationer, varav ett flertal i Paris, öppna brevlådor, stängda kassor, postcheckar som låg orörda, allt vittnade om en rörelse som åtnjöt en mycket stor respons. Men även om förhandlingarna skulle komma att vara öppna från och med 24 oktober var det inte förrän den 20 november, efter ännu en mycket kraftfull strejk- och manifestationsdag med kraft från de anställda inom hela den offentliga sektorn, som Pierre Lelong utannonserade en stigande budget för 1975 i namn av Jacques Chiracs regering. Den enade fackliga fronten som hade skapats i början av strejken började samtidigt spricka. Den 26 november utannonserade Jacques Chirac öppningen av två veckors diskussioner med facken om löner inom offentlig sektor. Strejken höll redan på att vittra sönder sedan några dagar när sorteringsterminalerna i Paris den 27 november beslutade att avbryta strejken. Den andra december 1974 var återgången till arbetet ett faktum. Som sin motsvarighet Julien Simyan (från 1909) försvann Pierre Lelong från den nationella politiska scenen efter sin ersättning som statssekreterare för franska posten i januari 1975.
För året 1974 visar franska postens statistik att 3 101 826 strejkdagar var införda i de officiella beräkningarna. Medeltalet för arbetarna ligger på 9 strejkdagar per person.
I Parisregionen i början av 1978 bröt en konflikt ut på de nya sorteringsterminalerna i förorten: Créteil, Trappes, Bobigny, Nanterre med flera. Konflikten gällde den ökade osäkerhet som var en följd av rekryteringen av visstidsanställda. Som för alla löntagare utgjorde året 1981 en paus. Efter detta datum överskred aldrig antalet strejkdagar det för franska posten symboliska 1 dag. De konflikter som ägde rum innan reformen 1990, vissa gånger spektakulära som den gången då ”gula postlastbilar blockerade postkontoren”, berörde aldrig mer än en minoritet av de anställda. Man se en utbredning av strejker som var begränsade till en byggnad eller ett kontor. Denna typ av strejker förde med sig långa arbetsstopp men inbegrep och påverkade få.

### 1975–1989: Strejkstatistik från PTT
- 1975 : 186 000 strejkdagar
- 1976 : 559 000 dagar
- 1977 : 697 415 dagar
- 1978 : 443 900 dagar
- 1979 : 447 000 dagar
- 1980 : 613 500 dagar
- 1981 : 145 857 dagar
- 1982 : 133 800 dagar
- 1983 : 182 000 dagar
- 1984 : 428 000 dagar. Året var en vändpunkt genom planen som syftade till att avskaffa de ambulerande tjänsterna och stationskontoren. På det politiska planet var det en vändpunkt då de kommunistiska ministrarna lämnade regeringen.
- 1985 : 198 000 dagar
- 1986 : 383 000 dagar
- 1987 : 393 000 dagar
- 1988 : 332 000 dagar
- 1989 : 192 241 dagar.

## Strejker på franska posten från 1980
Från och med 1991 publicerade det franska företaget La Poste en årlig rapport som bland annat behandlade de yrkesmässiga relationerna inom företaget. Det blev därför möjligt att observera strejkstatistik från posten. De årliga rapporterna föregicks av sammanställningar som gjordes varje år av postens ledning från och med 1980, då posten fortfarande var en av flera förgreningar av PTT. Dessa sammanställningar, som publicerades samtidigt som PTT:s årliga rapporter, berörde vid sidan av telekommunikationsdelen av verksamheten även postarbetarna. De ger oss idag en statistisk serie som underlättar studiet av sambanden mellan det politiska och strejkrörelsen.

### Antal strejkdagar per anställd och per år samt politisk periodisering
- Slutet på åren med Giscard d'Estaing
  - 1980 : 1,43
- De socialistiska regeringarna Mauroy och Fabius.
  - 1981 : 0,30
  - 1982 : inga användbara siffror.
  - 1983 : 0,57
  - 1984 : 0,93 (Plan Daucet: reform av postbefordringen)
  - 1985 : 0,39
- Den första politiska sammanlevnaden mellan Mitterand/Chirac: Projektet Longuet, reform av PTT.
  - 1986 : 0,83
  - 1987 : 0,85
  - 1988 : 0,88 (Politiskt sett ombytesrikt år med höger och vänster). I oktober blockerades postbefordran av de gula postbilarna (de gula postbilarnas strejk).
- Quilès reformår och de socialistiska regeringarna Rocard, Cresson, Beregovoy
  - 1989 : 0,51 (året för [Prévot]s rapport)
  - 1990 : 0,84 (diskussion och röstning om Quilès lag)
  - 1991 : 0,31 PTT, administration, blev företaget La Poste)
  - 1992 : 0,52
  - 1993 : 0,93 (politiskt blandat år mellan höger och vänster)
  - 1994 : 0,63
- Högern innehade presidentposten och premiärministerposten.
  - 1995 : 3,53 (postarbetarna deltog i mobiliseringen mot plan Juppé)
  - 1996 : 0,43
- Vänstern återvände till den politiska makten: Chirac/Jospin, tredje regeringssamarbetet.
  - 1997 : 0,37
  - 1998 : 0,28
  - 1999 : 0,51
  - 2000 : 0,69
  - 2001 : 0,65
- Regeringsmakten gick tillbaka till högern.
  - 2002 : 0,51
  - 2003 : 1,38 (året för Fillons reform av socialförsäkringen)
  - 2004 : 0,41
  - 2005 : 0,87, varav landsomfattande strejker: 0,72
  - 2006 : 0,89, varav landsomfattande strejker: 0,65

### Från PTT till La Poste
1981 då vänstern kom till makten fanns på posten (postförgreningen av PTT) 263 350 anställda. Tio år senare fanns ungefär 250 000. 1974 var året för den viktigaste rörelsen på posten under 1900-talet. Mekaniseringen av processerna inom postbranschen, som traditionellt dominerats av mänsklig arbetskraft, ökade efter strejkerna som markerade början av Valéry Giscard d'Estaings sjuårsperiod. Sammanställningen för året 1974 visar 10,12 strejkdagar per anställd tack vare det stora antalet strejker. Automatiseringen av ett yrke skulle enligt vissa komma att bestämma den sociala frågan genom att minska antalet anställda och höja deras kvalifikationer. Det verkade som om inget var på gång på 1980-talet. 403 456 dagar förlorades på posten tack vare strejk, då fanns också en större arbetsstyrka.
De nya ledarna fördes till sina poster genom en politisk majoritet. De ställde sig en fråga: hur skulle postens handikapp i moderniseringsprocessen lösas utan att provocera fram ett socialt utbrott? De tre första åren tillät Louis Mexandeau att frågan lades på is. Året 1984 blev en vändpunkt: Inte bara förlorade majoritetsregeringen sin kommunistiska del, posten påbörjade också under ledning av Jacques Daucet en period av strukturella reformer, som slog direkt mot personalen. En långsiktig plan för borttagandet av de ambulerande tjänsterna utannonserades. All organisation kring postbefordringen hamnade i oordning på grund av omkastningen av flygpostens befordran. Dessutom gav Louis Mexandeau en av sina experter i uppdrag att göra upp en inventeringslista för företaget La Poste och att dra upp riktlinjer för framtiden.

### 1984-1988 strejker mot reformer
Expertens rapport, som kallades rapport Chevalier, menade att linjen som delade PTT i två företag var färdigdragen. Framförallt ifrågasatte den de anställdas status. Tröskeln vid 1 årlig strejkdag per år och anställd hade närmats. Det sociala stilleståndet av orörlighet skulle komma att slappna av och strejktalet gå ner till 0,39 år 1985. Högerns återkomst till makten tog bort alla ideologiska spärrar hos fackföreningarna och postarbetarna, som annars var dåligt förberedda på att möta en vänsterminister. Gérard Longuet som var statssekreterare för PTT och sedan minister, startade projekt och reformplaner. Han hamnade på kollisionskurs med facket som länge tyglat sig. Strejkrörelsen växte åter 1986 och höll i sig 1987. Det är utan tvekan skälet till att ministern Paul Quilès 1988 introducerade en helt annan process som hade samma mål: reformen av PTT.

### 1988-1994 reform utan social rörelse
Hösten 1988 tvingades dåvarande ministern för Post och Telekommunikationer Paul Quilès stå ansikte mot ansikte med de gula postbilarnas strejk. Strejken var paradoxal till sin natur då den inte berörde mer än en begränsad styrka, postlastbilarnas chaufförer, samtidigt som dessa blockerade sorteringsterminalerna där personalen blev “tagen som gisslan”. Detta kan delvis förklara varför det inte kom någon stark reaktion vid genomförandet av reformen Quilès. Strejken användes i ministerdebatten för att rättfärdiga förändringen: ”ett företag som upplevt sådana spänningar kan inte vara annat än föråldrat”. En mer noggrann analys av strejksiffrorna från 1988 avslöjar ett växande antal lokala konflikter som åtnjöt ett deltagande nästan likvärdigt deltagandet i de nationella strejkdagarna: 0,38 dagar per anställd för de lokala konflikterna, 0,50 dagar per anställd för de nationella strejkerna. Så snart som “de gula postbilarnas strejk” var tillryggalagd startade Paul Quilès debatten om en reform av gamla posten PTT. Debatten, som drevs av Hubert Prévot kan ses som ett “socialt bedövningsmedel” och den hade en inverkan på strejkerna: medeltalet strejkdagar per anställd gick ner till 0,51 1989 (?). Utgångsdagen (årssammanställningen?) för 1990, presentationen i ministerrådet, prövningen i statligt råd, diskussionen och omröstningen i nationalförsamlingen... Allt det blev punkterat genom en kallelse till strejk från CGT. Inte vid något skede lyckades fackföreningen mobilisera massan av postarbetare. Det totala strejkdeltagandet under 1990 gick upp något men stannade under 1... Det var 1993, då röran med klassificeringen av personalen började, som reaktionerna var som starkast. Men reformen av gamla posten PTT hade satts i verket tre år tidigare. 1993 var också året för förändringen av majoriteten i deputeradekammaren. Valen gav högern makten. Det tycks som om strejkerna är som starkast när högern är i regeringsställning.

### Den mäktiga rörelsen 1995
Det som precis blivit konstaterat här genom strejksiffror verkar bekräftas som sant de senare åren på 1900-talet. Självklart kan man argumentera som så att det är vänsterregeringarnas oförmåga att införa reformer som skulle göra att högern, endast genom reformen, provocerar fram strejkreaktionen. Men exemplet La Poste visar att det inte är sant. La Poste och France Télécom genomgick sina hårdaste reformer med ministrar från vänsterregeringar.
Rörelsen hösten 1995, som så ofta reduceras till strejk inom det offentliga transportsystemet och som var mycket synlig och medial, inbegrep även den stora delen av den offentliga sektorn som utgjordes av posten. Intresset av en homogen statistisk serie som visar strejkdeltagande på posten tillåter oss att urskilja de starka punkterna i de sociala protesterna. Med över 3,5 strejkdagar per år och anställd blev siffrorna från 1995 de högsta sedan 1974. De vittnar om det starka gensvar som uppsägningar och social trygghet (la sécurité sociale, det franska socialförsäkringssystemet) framkallar bland postarbetarna.

## Efterverkningarna av reformen av socialförsäkringssystemet
Strejkrörelsen av arbetare inom den offentliga sektorn verkade genom sin styrka om återgången till kampformer från de “30 gyllene åren”. För postarbetarnas del omkastas inte tendensen som påbörjades 1981. Strejkvapnet används mindre och mindre av löntagarna. Ett annat fenomen som möjligtvis är svårare att kvantifiera (göra om till numerär data, diagram) åtföljer härifrån de sociala protesterna: massiva gatumanifestationer. Dessa mobiliseringar låter löntagarna föra fram sina krav till ett mindre pris än strejkens. Från och med vintern 1995 gick demonstranterna in i “Juppéton”: varje manifestation borde vara viktigare än den tidigare. De fick premiärministern att vika sig.
Rörelsen som ägde rum 2003 och som grep sig an reformerna av socialförsäkringssystemet tog samma form, med en ton högre. Trots en strejkoffensiv som det året registrerade 1,38 strejkdagar per anställd på La Poste så var det genom antalet demonstrationsdeltagare som rörelsen uppskattades. Det talades om ”tillståndsgiven strejk” men antalet reellt strejkande minskade, även inom de mer strejkvilliga sektorerna. Året 2005 markerade ett klart uppsving i konfliktualiteten med en stark comeback för de nationella strejkdagarna. Deltagandet i denna aktionsform var 0,72 strejkdagar per anställd det året, och de lokala konflikterna som ofta tedde sig långvariga och hårda (som strejken på postterminalen Bordeaux Bègles) hade endast en svag statistisk återverkan: 0,15 strejkdagar per året och anställd för La Poste som helhet. För den senaste typen av konfrontationer, som drabbade de lokala brukarna och kunderna hårt, är samma sjunkande tendens observerbar:
- 0,20 1990.
- 0,37 1999 (ett rekordår för lokala konflikter som har koppling till introduktionen av arbetstidsförkortningen).
- 0,21 år 2001.
- 0,11 år 2004.